# 甜水湖
甜水湖（藏語：ཐན་ཧྲུའེ་མཚོ།，威利转写：than hru'e mtsho，THL：Tenhrué Tso）位于中国西藏自治区阿里地区改则县境内，地处改则县西北部，湖面海拔4978米，湖长4.4公里，最大宽1.3公里，平均宽0.8公里，面积3.7平方公里。